# Vũ Hương
Vũ Hương (chữ Hán giản thể: 武乡县 âm Hán Việt: Vũ Hương huyện) là một huyện thuộc địa cấp thị Trường Trị, tỉnh Sơn Tây, Cộng hòa Nhân dân Trung Hoa. Huyện Vũ Hương có diện tích 1610 km², dân số năm 2002 là 210.000 người. Huyện Vũ Hương được chia thành 5 trấn và 16 hương.
- Trấn: Thành Quan, Bàn Long, Hồng Thủy, Cố Thành, Lâm Chương.
- Hương: Diêu Loan, Hàn Bắc, Thạch Môn, Đông Câu, Đại Hữu, Cố Khoát, Cố Huyện, Thượng Ty, Thạch Bắc, Dũng Tuyền, Đông Lương, Phân Thủy Lĩnh, Tào Thôn, Thạch Bàn, Quảng Trí.